# Mohamed Ali Abdel Jalil
 (septembre 2012).
Si vous disposez d'ouvrages ou d'articles de référence ou si vous connaissez des sites web de qualité traitant du thème abordé ici, merci de compléter l'article en donnant les références utiles à sa vérifiabilité et en les liant à la section « Notes et références ».
Mohamed Ali Abdel Jalil (arabe : محمد علي عبد الجليل), est un essayiste, calligraphe, chercheur, islamologue et traducteur syrien d'expression arabe et française, né en 1973 à Damas dans une famille paysanne d'origine de la banlieue de Damas (gouvernorat de Rif Dimachq).

## Biographie
Il a fait ses études à l'Université de Damas et est connu comme traducteur de Simone Weil et Jean-Marie Muller dans le monde arabe. Il est traducteur et membre du comité de rédaction du magazine et de la maison d'édition syrienne Maaber. Il expose l'idée que le Coran est un texte traduit en arabe à partir d'autres langues et cultures dominantes à l'époque.

## Œuvres

### Essais
- Athar al-'aqida fi thakhalluf wa'i al-mu'taqidiin (L'impact des dogmes dans la régression de la conscience des croyants) ;
- Ibn Sina wa mas'alatu al-taqammus (Avicenne et la question de la réincarnation) ;
- Masadir al-wahm (Les sources de l'illusion) ;
- Imtilak al-Hakika (La possession de la vérité) ;
- Influenza al-da'wa (La grippe du prosélytisme).
- Al-Murchidya dîn al-Hurriya (Le murchidisme: une religion de liberté)
- Kalaam Allah (La Parole de Dieu)

### Traductions
- Qamûs al-la'unf (Dictionnaire de la non-violence),avec Jean-Marie Muller, Éditions Maaber (Damas) et Comité libanais des droits civils (Beyrouth), 2007[1] ;
- Al-la'unf fi at-tarbya (De la non-violence en éducation), avec Jean-Marie Muller, Éditions Maaber, Damas, 2008
- Mukhtarat Simone Weil (Simone Weil, Anthologie), Éditions Maaber, Damas, 2009
- At-tajazzur التجذر (L'Enracinement, Prélude à une déclaration des devoirs envers l'être humain) (en: The Need for Roots), Simone Weil, Éditions Maaber, Damas, 2010,
- Ghandi al-mutamarrid. Malhamat masîrat al-milh (Gandhi l'insurgé. L'épopée de la marche du sel), avec Jean-Marie Muller, Éditions Maaber, Damas, 2011.